# Ľubomír Roháčik
Ľubomír Roháčik (ur. 20 maja 1954 w Popradzie) – słowacki hokeista, reprezentant Czechosłowacji, trener hokejowy.

## Kariera zawodnicza
- Slovan Bratysława (1977-1985)
- HC Dukla Jihlava

W reprezentacji Czechosłowacji rozegrał dwa mecze w 1977.

## Kariera trenerska
- HK Poprad (juniorzy)
- HK Spišská Nová Ves (2003/2004, seniorzy)
- MHK Kežmarok (juniorzy)
- Podhale Nowy Targ (2005/2006)
- HC 07 Prešov
- HK Spiska Nowa Wieś (2006/2007)[2]
- HC Csíkszereda (2007/2008)
- HK Spiska Nowa Wieś (juniorzy)
- Ciarko KH Sanok (2008-2009)
- HK Poprad (2011, juniorzy)[3]
- HK Trebišov (2011-)
- HK Poprad (juniorzy)

W karierze szkoleniowej prowadził głównie zespoły juniorskie na Słowacji. Ponadto pracował w Polsce, szkoląc drużyny w ekstralidze. Z Podhalem Nowy Targ zdobył brązowy medal Mistrzostw Polski. Pracował także z Ciarko KH Sanok: w sezonach 2008/2009 (od grudnia 2008) i w sezonie 2009/2010 od listopada 2009. Kierując sanocki zespół zdołał dwukrotnie utrzymać go w polskiej ekstralidze. W październiku 2011 został trenerem HK Trebišov. Później ponownie został szkoleniowcem drużyn juniorskich w Popradzie.

## Sukcesy
Zawodnicze
- Złoty medal mistrzostw Czechosłowacji: 1979

Szkoleniowe
- Brązowy medal mistrzostw Polski: 2006 z Podhalem Nowy Targ